# Australia's Next Top Model (mùa 3)
Mùa thứ ba của  Australia's Next Top Model được công chiếu vào ngày 27 tháng 3 năm 2007 trên FOX8. Người mẫu và nhà thiết kế bộ sưu tập áo tắm Tigerlily, Jodhi Meares đã thay thế Erika Heynatz làm host của chương trình sau khi cô ấy tham gia hợp đồng xuất hiện trên It Takes Two vào năm 2006. Lần đầu tiên, tham gia lần đầu tiên là nhiếp ảnh gia quốc tế Jez Smith, gương mẫu và nhân vật truyền hình Charlotte Dawson. Nhà nhiếp ảnh thời trang Georges Antoni và nhà sản xuất thời trang Victoria Fisher đã bị thay thế bởi các giám khảo mới này trong năm nay.
Điểm đến quốc tế của mùa này là Los Angeles dành cho top 3.
Người chiến thắng trong cuộc thi này là Alice Burdeu, 18 tuổi từ Melbourne. Những giải thưởng của cô cho mùa này bao gồm:
- 1 hợp đồng người mẫu với Priscilla's Model Management trong 1 năm
- 8 trang biên tập cho tạp chí Vogue
- Trở thành gương mặt mới cho Napoleon Perdis trong 1 năm
- 1 chuyến đi đến New York để gặp các quản lý người mẫu hàng đầu
- 1 chiếc Ford Fiesta XR4 trị giá $24,990

Ngoài ra, tổng biên tập của tạp chí Vogue Kirstie Clements đã quyết định cho Alice xuất hiện trên ảnh bìa tạp chí Vogue.

## Những thay đổi của chương trình

### Thay đổi định dạng
Chương trình đã trải qua một loạt các thay đổi trong mùa này, bắt đầu với việc giới thiệu một hệ thống bình chọn yêu thích của người hâm mộ. Ngay sau khi phát sóng tập mới, người dùng Foxtel đã bỏ phiếu thông qua Nút Đỏ trên điều khiển TV hoặc SMS cho người mà họ nghĩ là "Australia's Favourite Top Model". Jordan Loukas sau đó được thông báo là người chiến thắng trong cuộc bình chọn của fan hâm mộ trong tập cuối cùng của chương trình và nhận được giải thưởng là 5.000$.

### Đêm chung kết
Lần đầu tiên trong lịch sử của chương trình, đêm chung kết được truyền hình trực tiếp. Người xem đã được cho phép nói rằng ai đã giành được giải thưởng tổng thể về "Australia Next Top Model" bằng cách gọi điện thoại hoặc sử dụng SMS để bỏ phiếu cho (Alice hoặc Steph H (2 thí sinh chung kết)) trong suốt tuần lễ dẫn đến ngày chung kết. Người xem đã bỏ phiếu tới 15% tổng số phiếu bầu để xác định người chiến thắng trong khi 85% còn lại khác được xác định thông qua 8 vị giám khảo, bao gồm đại diện từ Vogue Australia, Priscilla's Model Management và Napoleon Perdis.

### Độ tuổi
Yêu cầu độ tuổi tối thiểu tham gia chương trình đã giảm xuống còn 16 bắt đầu từ mùa này.

## Các thí sinh
(Độ tuổi được tính từ ngày dự thi)
| Thí sinh           | Tuổi | Chiều cao               | Quê quán      | Bị loại ở | Hạng               |
| ------------------ | ---- | ----------------------- | ------------- | --------- | ------------------ |
| Jaimi Smith        | 18   | 1,77 m (5 ft 9+1⁄2 in)  | Adelaide      | Tập 1     | 13 (dừng cuộc thi) |
| Cobi Marsh         | 17   | 1,73 m (5 ft 8 in)      | Melbourne     | Tập 1     | 12                 |
| Cassandra Hughes   | 18   | 1,85 m (6 ft 1 in)      | Emu Plains    | Tập 2     | 11                 |
| Kara Taylor        | 19   | 1,75 m (5 ft 9 in)      | South Coast   | Tập 3     | 10                 |
| Steph Flockhart    | 17   | 1,73 m (5 ft 8 in)      | Brisbane      | Tập 4     | 9                  |
| Jane Williamson    | 19   | 1,83 m (6 ft 0 in)      | Adelaide      | Tập 5     | 8                  |
| Sophie Wittingslow | 19   | 1,81 m (5 ft 11+1⁄2 in) | Rye           | Tập 6     | 7                  |
| Danica Brown       | 16   | 1,80 m (5 ft 11 in)     | Gold Coast    | Tập 7     | 6                  |
| Paloma Rodriguez   | 16   | 1,77 m (5 ft 9+1⁄2 in)  | Newcastle     | Tập 8     | 5                  |
| Anika Salerno      | 20   | 1,73 m (5 ft 8 in)      | Beaudesert    | Tập 9     | 4                  |
| Jordan Loukas      | 17   | 1,72 m (5 ft 7+1⁄2 in)  | Sydney        | Tập 10    | 3                  |
| Steph Hart         | 16   | 1,73 m (5 ft 8 in)      | Central Coast | Tập 11    | 2                  |
| Alice Burdeu       | 18   | 1,85 m (6 ft 1 in)      | Melbourne     | Tập 11    | 1                  |

## Các tập

### Tập 1: Models 101
Khởi chiếu: 27 tháng 3 năm 2007
Từ 5000 cô gái đăng kí dự thi, 12 cô gái mới đã lần lượt đưa tới một phòng chờ, nhưng họ không biết rằng là ban giám khảo đang bí mật theo dõi họ qua máy quay để xem ấn tượng đầu tiên về các cô gái. Sau đó, họ đã được tìm hiễu về sự nghiệp người mẫu của host Jodhi, trước khi họ được gặp Jodhi và cố vấn của họ là stylish Jonathan Pease. Các cô gái sau đó đã có thử thách liên hoàn đầu tiên khi họ phải trải qua 5 bài kiểm tra cơ bản của người mẫu: chụp hình trước giàn giáo trong trang phục họ dang mặc, chụp hình trong áo tắm với mặt mộc tự nhiên, trang điểm và làm tóc, chụp hình trong váy dự tiệc và trình diễn thời trang trước mặt ban giám khảo. Sau đó, Jodhi chọc họ bằng cách nói rằng có người bị loại, trước khi đưa chìa khóa ngôi nhà chung cho họ. Nhưng Jaimi sau đó đã có ý định dừng cuộc thi khi gọi điện cho người thân vì áp lực xa nhà. Ngày hôm sau, các cô gái đã có một buổi quay quảng cáo giới thiệu cho mùa giải mới của chương trình, khi họ sẽ được hóa thân thành một người có nghề nghiệp đang diễu hành trên đường phố. Kết quả là Anika là người thể hiện tốt nhất trong buổi quay quảng cáo và cô chọn Jaimi & Sophie để cùng nhận thưởng là một buổi nói chuyện với Jodhi và người mẫu Beth Levis, trong khi những cô gái còn lại sẽ phải giặt đồ cho Anika, Jaimi & Sophie.
Ngày tiếp theo, họ đã có buổi chụp hình đầu tiên lấy cảm hứng từ tạp chí Vanity Fair, họ phải hóa thân thành quý cô thanh lịch cổ điển trong khi họ phải tự tỏa sáng trong đám đông khi tất cả sẽ chụp hình cùng nhau. Vào buổi đánh giá đầu tiên ở ngày hôm sau với sự xuất hiện của giám khảo khách mời là Priscilla Leighton-Clark, họ đã có thử thách casting cho Priscilla từ 3 tấm hình họ chụp ở ngày đầu tiên. Sau đó, Jaimi đã quyết định xin dừng cuộc thi vì áp lực xa nhà. Kết quả là Anika có tấm hình đẹp nhất còn Cobi là thí sinh đầu tiên bị loại khỏi cuộc thi. Sau khi Cobi bị loại, Jodhi sau đó thông báo cho những ngưới còn lại là họ sẽ có thêm một thí sinh nữa để thay thế Jaimi thi đấu trong cuộc thi là Kara.
- Nhiếp ảnh gia: Georges Antoni
- Khách mời đặc biệt: Fabrizio Lipari, Travis Conneeley, Beth Levis, Priscilla Leighton-Clark

### Tập 2: Know Your Body
Khởi chiếu:3 tháng 4 năm 2007
Jodhi đến gặp 11 cô gái còn lại tại ngôi nhà chung để nói về tầm quan trọng của cơ thể, trước khi họ được kiểm tra số đo cơ thể của mình và có một buổi tập thể dục với 2 huấn luyện viên là Andreas Lundin & Darren Ma. Quay về ngôi nhà chung, họ đã có một buổi bikini wax. Ngày hôm sau, họ được đưa tới rạp hát Cell Block cho thử thách tạo dáng trong đồ lót của Pleasure State, khi họ sẽ phải tạo dáng trong khi giữ một khung ảnh và phải cố gắng giữ một kiểu tạo dáng mỗi 5 phút trước khán giả trực tiếp. Nhưng trước khi thử thách diễn ra, tất cả đã đến rạp hát trễ 2 tiếng vì việc Paloma bị kích động do không ai nói cô biết bí mật của Cassandra về việc cô hay đi dạo ở bên ngoài vào ban đêm mà không có sự cho phép. Kết quả là Steph H. chiến thắng thử thách và nhận được một túi đồ lót từ Pleasure State trị giá $1.000, đồng thời cô chọn Jane, Jordan, Sophie & Steph F. để cùng nhận thưởng là một ngày thư giãn ở spa, trong khi những cô gái còn lại sẽ phải nấu bữa trưa cho họ vào ngày mai.
Ngày tiếp theo, họ đã có một buổi nói chuyện với nhà dinh dưỡng học Susie Burrell về chế độ ăn uống hợp lí. Ngày hôm sau, họ được đưa tới Pioneer Studios Annex cho buổi chụp hình tiếp theo cho bộ sưu tập áo tắm Tigerlily của Jodhi Meares, khi họ phải tạo dáng trên một bể nước. Vào buổi đánh giá ở ngày hôm sau với sự xuất hiện của giám khảo khách mời là Jonathan Pease, họ đã có thử thách tạo dáng trong quần jean lấy cảm hứng từ ảnh quảng cáo Calvin Klein của Kate Moss. Kết quả là Jordan có tấm ảnh đẹp nhất còn Cassandra là thí sinh tiếp theo phải rời cuộc thi.
- Nhiếp ảnh gia: Jez Smith
- Khách mời đặc biệt: Andreas Lundin, Darren Ma, Dominic Morency, Susie Burrell

### Tập 3: Transformation
Khởi chiếu: 10 tháng 4 năm 2007
Jonathan & Jodhi đến gặp 10 cô gái còn lại tại ngôi nhà chung để kiểm tra diện mạo bên ngoài của họ. Sau đó, họ được đưa tới tiệm salon GHD của Dario Cotroneo để nhận diện mạo mới của mình. Ngày hôm sau, họ được chuyên gia trang điểm Napoleon Perdis hướng dẫn cách trang điểm tự nhiên nhất có thể. Sau đó, họ đã có thử thách làm tóc, trang điểm và phối đồ theo phong cách riêng của mình chỉ trong 15 phút, Jane & Paloma chiến thắng thử thách và họ chọn Jordan & Steph F. để cùng nhận thưởng là được tham dự bữa tiệc sinh nhật lần thứ 3 của quán bar Ruby Rabbit, trong khi những cô gái còn lại sẽ phải làm phục vụ trong bữa tiệc.
Ngày tiếp theo, họ đã có buổi chụp hình chân dung với mặt mộc tự nhiên của mình. Vào buổi đánh giá ở ngày hôm sau với sự xuất hiện của giám khảo khách mời là Napoleon Perdis, họ đã có thử thách nói lên cảm nghĩ của mình khi sử dụng mỹ phẩm Napoleon Perdis khiến họ cảm thấy như thế nào trước mặt ban giám khảo. Kết quả là Paloma có tấm ảnh đẹp nhất còn Kara là thí sinh tiếp theo bị loại.
- Nhiếp ảnh gia: Jordan Graham
- Khách mời đặc biệt: Dario Cotroneo, Napoleon Perdis, Cheryl Manning

### Tập 4: The Model Walk
Khởi chiếu: 17 tháng 4 năm 2007
9 cô gái còn lại được đưa tới rạp chiếu phim HOYTS tại The Entertainment Quarter và được xem một bộ phim tài liệu để xem các siêu mẫu đi như thế nào trên sàn diễn thời trang. Sau đó, họ được đưa tới câu lạc bộ Moulin Rouge Downunder cho một buổi học catwalk từ 2 người mẫu là Mink Sadowsky & Lauren Gillis. Ngày hôm sau, họ được đưa tới trung tâm thương mại Queen Victoria Building cho thử thách trình diễn thời trang trước những người đang đi mua sắm, Alice chiến thắng thử thách và cô chọn Steph F. để cùng nhận thưởng là sẽ được cùng Charlotte đi xem buổi trình diễn thời trang cho bộ sưu tập Đông 2007 của David Jones và sẽ được một bộ trang phục từ nhiều nhà thiết kế khác nhau để mặc đi xem sự kiện, trong khi những cô gái còn lại sẽ phải liên tục đi catwalk trên giày cao gót trên đường phố.
Ngày tiếp theo, các cô gái nhận được một chút quà từ người thân gửi cho mình. Ngày hôm sau, họ đã có môt buổi trình diễn thời trang trước những vị khách trong giới thời trang, trong khi họ sẽ được nhiép nh3 gia Kristian Dowling chụp hình họ trên sàn diễn và lúc tạo dáng ở cuối sàn diễn. Quay về ngôi nhà chung, họ đã có một bữa tiệc sinh nhật cho Jordan. Vào buổi đánh giá ở ngày kế tiếp với sự xuất hiện của giám khảo khách mời là Terry Biviano, họ đã có thử thách catwalk trên giày cao gót. Kết quả là Anika có phần thể hiện tốt nhất còn Steph F. là thí sinh tiếp theo bị loại khỏi cuộc thi.
- Nhiếp ảnh gia: Kristian Dowling
- Khách mời đặc biệt: Mink Sadowsky, Lauren Gillis, Dario Cotroneo, Ian Thorpe, Peter Morrissey, Napoleon Perdis, Sarah Murdoch, Megan Gale, Melissa Hoyer, Samantha Brett, Terry Biviano

### Tập 5: Know Your Product
Khởi chiếu: 24 tháng 4 năm 2007
8 cô gái còn lại đã có một buổi tập thể dục với Andreas Lundin. Sau đó, họ đã có một buổi học về sự khác biệt giữa người mẫu quảng cáo và người mẫu thời trang từ Charlotte và một người mẫu khác, trước khi họ được bốc thăm một lá phiếu tên nhãn hàng và một lá phiếu tên sản phẩm và được kiểm tra bằng cách tạo dáng sao cho phụ hợp với thương hiệu đó. Ngày hôm sau, họ đã được yêu cầu ăn mặc theo phong cách New York để chuẩn bị cho thử thách casting cho nước hoa New York Sass của Impulse, Jordan chiến thắng thử thách và sẽ được xuất hiện trong chiến dịch quảng cáo cho Impulse và sẽ được trả tiền cho buổi quay quảng cáo, trong khi những cô gái còn lại sẽ phải giúp đỡ đoàn quay quảng cáo vào  ngày mai. Ngày tiếp theo, Jordan có một buổi quay quảng cáo cho Impulse và trước khi bắt đầu thì họ được thông báo rằng là sẽ có buổi chụp hình quảng cáo và đã quyết định là Paloma cũng sẽ được xuất hiện trong chiến dịch quảng cáo.
Ngày hôm sau, họ đã có buổi chụp hình tiếp theo cho xe Ford Fiesta, khi họ phải tạo dáng trước chiếc xe. Vào buổi đánh giá ở ngày kế tiếp với sự xuất hiện của giám khảo khách mời là Ian Thorpe, họ đã có thử thách chụp hình quảng cáo cho quần áo trong khi tạo dàng cùng với một chú chó con. Kết quả là Jordan có tấm ảnh đẹp nhất còn Jane là thí sinh tiếp theo bị loại khỏi cuộc thi.
- Nhiếp ảnh gia: Kane Skennar
- Khách mời đặc biệt: Andreas Lundin, Ranita Row, Andy Healy, Liz Murphy, Ian Thorpe

### Tập 6: Know Your Fashion
Khởi chiếu: 1 tháng 5 năm 2007
Sau khi Jane bị loại, giám khảo khách mời Ian Thorpe đã xin chương trình cho nói chuyện với Alice để cho cô một số lời khuyên về việc ăn uống hợp lí.Jonathan & Jodhi đến gặp 7 cô gái còn lại tại ngôi nhà chung để kiểm tra về kiến thức thời trang của họ, và kết quả là tất cả chỉ trả lời được 4 trong 17 câu. Sau đó, họ được đưa tới trường thiết kế Sydney Fashion Design Studio cho một buổi học về cách để mặc những kiểu trang phục khác nhau từ Nicholas Huxley, trước khi họ được gặp nhà thiết kế Wayne Cooper và cũng là học trò cũ của Nicholas để thử một bộ trang phục và nói lên suy nghĩ của họ trong bộ đồ đó. Ngày hôm sau, họ được gặp biên tập viên Kirstie Clements tại văn phòng của tạp chí Vogue để tìm hiểu về những xu hướng thời trang mới nhất ở thời điểm này.
Ngày tiếp theo, họ được đưa tới cửa hàng thời trang David Jones cho thử thách phối đồ theo xu hướng thời trang mới nhất trong 10 phút để gây ấn tượng với Kirstie, Alice chiến thắng thử thách và cô chọn Danica & Jordan để cùng nhận thưởng là được dành một ngày tại phòng làm việc của Alex Perry và sẽ được ăn trưa với Alex và người mẫu Ayesha Makim, trong khi những cô gái còn lại sẽ phải dành một ngày làm việc tại tiệm quần áo Mister Stinky. Ngày kế tiếp, họ đã có buổi chụp hình tiếp theo trong phong cách avant-garde, khi họ phải tự nghĩ ra một nhân vật nào đó và cố gắng đưa thể hiện ra trước máy ảnh. Vào buổi đánh giá ở ngày hôm sau với sự xuất hiện của giám khảo khách mời là Kirstie Clements, họ đã có thử thách thiết kế một chiếc áo theo xu hướng thời trang mới nhất trong 20 phút. Kết quả là Alice có tấm ảnh đẹp nhất còn Sophie là thí sinh tiếp theo bị loại khỏi cuộc thi.
- Nhiếp ảnh gia: Jez Smith
- Khách mời đặc biệt: Nicholas Huxley, Wayne Cooper, Kirstie Clements, Ayesha Makim

### Tập 7: Model Behaviour
Khởi chiếu: 8 tháng 5 năm 2007
Jodhi & Charlotte đến gặp 6 cô gái còn lại tại ngôi nhà chung để cho họ lời khuyên về cách đối phó với các tay săn ảnh. Sau đó, họ được đưa tới quán bar Cherri Jam cho một buổi học nghi thức với 2 nhà phê bình thời trang là Melissa Hoyer & Alex Zabotto-Bentley. Ngày hôm sau, họ đã có một ngày nghỉ ở bãi biển Bondi, trong khi họ không biết rằng là họ đang bị nhiếp ảnh gia Ben McDonald chụp lén họ. Quay về ngôi nhà chung, Charlotte, Ben và Alex đã cho các cô gái xem những tấm hình chụp lén của họ, trước khi công bố rằng Anika chiến thắng thử thách và cô chọn Alice để cùng nhận thưởng là sẽ được cùng Jodhi đi xem trận đấm bốc Mundine/Soloman trên hàng ghế đầu với Barry Hall và Adam Schneider trên xe limosuine, trong khi những cô gái còn lại vẫn sẽ được đi xem trận đấm bốc nhưng sẽ phải đi sau xe limosuine và phải ngồi ở hàng ghế sau.
Ngày tiếp theo, các cô gái đã có buổi chụp hình tiếp theo để vinh danh Ngày của Mẹ, khi họ bất ngờ biết rằng mình sẽ chụp hình cùng với mẹ của mình. Sau đó, các cô gái cùng với mẹ của mình đã có một bữa tối trong nhà hàng. Vào buổi đánh giá ở ngày hôm sau với sự xuất hiện của giám khảo khách mời là Melissa Hoyer, họ được xem những tấm hình được chụp từ những tay săn ảnh tại trận đấm bốc Mundine/Soloman mấy ngày trước. Kết quả là Anika có tấm ảnh đẹp nhất còn Danica là thí sinh tiếp theo phải dừng cuộc thi.
- Nhiếp ảnh gia: Daniel Smith
- Khách mòi đặc biệt: Melissa Hoyer, Alex Zabotto-Bentley, Ben McDonald, Barry Hall, Adam Schneider

### Tập 8: Movement
Khởi chiếu: 15 tháng 5 năm 2007
5 cô gái còn lại đã có một bữa sáng với Jodhi và sau đó được đưa tới Công ty nhà hát Sydney cho một buổi học nhảy với đạo diễn Ramon Doringo. Ngày hôm sau, họ đã có buổi chụp hình tiếp theo trong bồ đó đen, trong khi họ phải tạo dáng bên trong một chiếc hộp đèn nhỏ. Nhưng trước khi buổi chụp hình diễn ra, họ đã được tập giãn cơ với huấn luyện viên Andreas Lundin để giúp họ tạo dáng dễ hơn trong buổi chụp hình. Kết quảl là Jordan là người làm tốt trong buổi chụp hình và cô chọn Steph H. để cùng nhận thưởng là được xuất hiện trong buổi trình diễn thời trang cho áo tắm Bonds vào ngày mai, trong khi những cô gái còn lại sẽ phải giúp đỡ ở đằng sau hậu trường của buổi trình diễn thời trang.
Ngày hôm sau, họ đã có buổi chụp hình thứ hai lấy cảm hứng từ Mary Poppins, khi họ sẽ tạo dáng cùng với một chiếc ô trong khi được treo lơ lửng và bay trên không trung. Vào buổi đánh giá ở ngày kế tiếp với sự xuất hiện của giám khảo khách mời là Fabrizio Lipari, họ đã có thử thách nhảy trong khi đi catwalk trước mặt ban giám khảo. Kết quả là Jordan có tấm ảnh đẹp nhất còn Paloma là thí sinh tiếp theo bị loại khỏi cuộc thi.
- Nhiếp ảnh gia: Fabrizio Lipari, Dean Tirkot
- Khách mời đặc biệt: Ramon Doringo, Andreas Lundin

### Tập 9: Acting & Presenting
Khởi chiếu: 22 tháng 5 năm 2007
4 cô gái còn lại được gặp Jodhi tại trường dạy diễn xuất Actors Center và biết được rằng những ai vượt qua được buổi loại trừ lần này sẽ được bay đến nước ngoài. Sau đó, họ đã có một buổi học diễn xuất từ diễn viên Paul Goddard. Quay về ngôi nhà chung, họ được học cách thuyết phục người khác từ Jonathan bằng cách cố gắng thuyết phục rằng mình chính là "Australia's Next Top Model". Ngày hôm sau, họ được đưa tới quán bar Cherri Jam cho thử thách thể hiện bản thân, khi họ phải gây ấn tượng mỗi 1 phút với 4 người trong giới thời trang: tổng biên tập tạp chí Sunday Sara Mulcahy, giám đốc thời trang tạp chí Sunday Inez Garcia, nhà xuất bản tạp chí Vogue Grant Pearce và nhà thiết kế Bruno Schiavari. Kết quả là Anika & Steph H. chiến thắng thử thách và xuất hiện trên trang biên tập của tạp chí Sunday vào ngày mai, trong khi Alice & Jordan sẽ phải dành một ngày tập thể dục ở hồ bơi với Andreas Lundin.
Ngày hôm sau, họ được gặp Jonathan và nhà thiết kế Ian Thorpe tại khách sạn Crown cho buổi chụp hình tiếp theo cho hãng quần lót nam của Ian Thorpe, khi họ sẽ được mặc quần lót nam và cố gắng miêu tả những cảm xúc khác nhau trong khi tạo dáng cùng với người mẩu nam. Vào buổi đánh giá ở ngày kế tiếp với sự xuất hiện của giám khảo khách mời là Grant Pearce, họ đã có thử thách diễn xuất với diễn viên James Mitchell và phải miêu tả những cảm xúc khác nhau trong việc họ giành được hợp đồng quảng cáo cho Vogue và phải tạm biệt người yêu. Kết quả là Steph H. có tấm ảnh đẹp nhất còn Anika là thí sinh tiếp theo phải rời cuộc thi.
- Nhiếp ảnh gia: Lyn Balzer, Tony Perkins
- Khách mời đặc biệt: Paul Goddard, Sara Mulcahy, Inez Garcia, Grant Pearce, Bruno Schiavari, Simon Upton, Andreas Lundin, Ian Thorpe, James Mitchell

### Tập 10: Los Angeles
Khởi chiếu: 29 tháng 5 năm 2007
Jodhi đến gặp 3 cô gái còn lại tại ngôi nhà chung để thông báo rằng là họ sẽ được bay đến Los Angeles để tranh tài cho tuần cuối cùng. Ngày hôm sau, Jonathan đển để giúp họ thu dọn hành lí và rời khỏi ngôi nhà chung, trước khi chào tạm biệt họ để bay tới Los Angeles. Khi đến nơi, họ đã phải tự tìm đường tới cửa hàng mỹ phẩm Napoleon Perdis và được gặp chuyên gia trang điểm Napoleon Perdis và stylish Mandi Line cho thử thách tạo dáng hóa thân thành manơcanh trong cửa hàng trong 1 tiếng. Sau đó, họ được di chuyển tới khách sạn Grafton On Sunset để ở trong thời gian tới. Ngày tiếp theo, Jodhi đến gặp họ và thông báo rằng họ sẽ có một buổi casting cho 2 quản lí người mẫu là Nous Model Management và LA Models.
Ngày hôm sau, các cô gái đã có một buổi mua sắm và thử đồ ở một số cửa hàng như Ashley Paige, Leona Edminston và Wecs tại Đại lộ Hoàng Hôn. Ngày kế tiếp, họ được đưa tới biệt thự của Napoleon Perdis trên đồi Hollywood cho buổi chụp hình cuối cùng trong phong cách cao cấp và quyến rũ. Vào buổi đánh giá sau khi tất cả quay về Sydney với sự xuất hiện của giám khảo khách mời là Jonathan Pease, các cô gái đã được hỏi vì sao họ nên trở thành quán quân của cuộc thi. Kết quả là Alice là thí sinh vào chung kết đầu tiên, Steph H. là thí sinh tiếp theo còn Jordan là thí sinh cuối cùng bị loại.
- Nhiếp ảnh gia: Darren Tieste
- Khách mời đặc biệt: Napoleon Perdis, Mandi Line, Kenya Knight, Crista Klayman, Ashley Paige, Kym Wilson, Dom Deluca, Charlie Altuna

### Tập 11: The Winner
Khởi chiếu: 5 tháng 6 năm 2007
Vào đêm chung kết được truyền hình trực tiếp lần đầu tiên tại Fox Studios ở Sydney, Alice & Steph H. đã có thử thách cuối cùng của mình được trình chiếu khi cả 2 sẽ có một buổi casting cho Rosemount Australian Fashion Week với 2 nhà thiết kế là Alex Zabotto-Bentley và Alex Perry. Và kết quả là cả 2 đều được chọn cho 2 nhà thiết kế và sẽ xuất hiện trên sàn diễn thời trang cho họ tại Rosemount Australian Fashion Week. Sau đó, Alice & Steph H. đã được giới thiệu và ban giám khảo sau đó đã đặt câu hỏi cho 2 cô gái, trước khi những cô gái bị loại trước đó sau đó được giới thiệu từng người một. Sau đó, họ được nhìn lại những khoảnh khắc tuyệt vời nhất.
Sau 10 tuần để bình chọn cho thí sinh họ yêu thích nhất, Jordan được bình chọn là "Người mẫu được yêu thích nhất của năm" nên sẽ nhận được giải thưởng tiền mặt trị giá $5.000. Các cô gái bị loại sau đó nói lên những suy nghĩ của họ về việc ai sẽ giành chiến thắng, và kết quả là Steph H. là người mà hầu hết họ nghĩ sẽ thắng. Sau đó, toàn bộ buổi chụp hình của Alice & Steph H. trong suốt cuộc thi được trình chiếu. Kirstie Clements, Priscilla Leighton-Clarke & Napoleon Perdis, cùng với ban giám khảo và khán giả sẽ bình chọn phiếu bầu cho người nên giành chiến thắng cuộc thi. Kết quả là Alice có 5 phiếu bầu còn Steph H. có 3 phiếu bầu. Kết quả cuối cùng, Alice chính là quán quân mùa thứ ba của Australia's Next Top Model.
| Hạng | Thí sinh | Phiếu bình chọn | Phiếu bình chọn | Phiếu bình chọn | Phiếu bình chọn | Phiếu bình chọn | Phiếu bình chọn | Phiếu bình chọn | Phiếu bình chọn | Phiếu bình chọn | Tổng số phiếu bầu |
| Hạng | Thí sinh | Jodhi           | Alex            | Charlotte       | Jez             | Jonathan        | Napoleon        | Priscilla       | Kirstie         | Khán giả        | Tổng số phiếu bầu |
| ---- | -------- | --------------- | --------------- | --------------- | --------------- | --------------- | --------------- | --------------- | --------------- | --------------- | ----------------- |
| 1    | Alice    |                 |                 |                 |                 |                 |                 |                 |                 | —               | 5                 |
| 2    | Steph H. |                 |                 |                 |                 |                 |                 |                 |                 | —               | 3                 |

- Khách mời đặc biệt: Alex Zabotto-Bentley, Trevor Stones, Kirstie Clements, Priscilla Leighton-Clark, Napoleon Perdis, Miranda Kerr, Ian Thorpe

## Kết quả
| Order | Tập       | Tập       | Tập      | Tập      | Tập      | Tập      | Tập      | Tập      | Tập      | Tập      | Tập      |
| Order | 1         | 2         | 3        | 4        | 5        | 6        | 7        | 8        | 9        | 10       | 11       |
| ----- | --------- | --------- | -------- | -------- | -------- | -------- | -------- | -------- | -------- | -------- | -------- |
| 1     | Anika     | Jordan    | Paloma   | Anika    | Jordan   | Alice    | Anika    | Jordan   | Steph H. | Alice    | Alice    |
| 2     | Steph H.  | Steph H.  | Danica   | Alice    | Steph H. | Steph H. | Alice    | Anika    | Alice    | Steph H. | Steph H. |
| 3     | Jordan    | Steph F.  | Steph F. | Jordan   | Paloma   | Paloma   | Jordan   | Alice    | Jordan   | Jordan   |          |
| 4     | Alice     | Alice     | Alice    | Steph H. | Sophie   | Jordan   | Steph H. | Steph H. | Anika    |          |          |
| 5     | Cassandra | Jane      | Anika    | Paloma   | Danica   | Danica   | Paloma   | Paloma   |          |          |          |
| 6     | Sophie    | Anika     | Jane     | Sophie   | Anika    | Anika    | Danica   |          |          |          |          |
| 7     | Danica    | Danica    | Steph H. | Danica   | Alice    | Sophie   |          |          |          |          |          |
| 8     | Paloma    | Kara      | Sophie   | Jane     | Jane     |          |          |          |          |          |          |
| 9     | Jane      | Sophie    | Jordan   | Steph F. |          |          |          |          |          |          |          |
| 10    | Steph F.  | Paloma    | Kara     |          |          |          |          |          |          |          |          |
| 11    | Cobi      | Cassandra |          |          |          |          |          |          |          |          |          |
| 12    | Jaimi     |           |          |          |          |          |          |          |          |          |          |

     Thí sinh bị loại
     Thí sinh dừng cuộc thi
     Thí sinh chiến thắng cuộc thi
- Trong tập 1, Jaimi dừng cuộc thi trong phòng đánh giá. Cô ấy bị thay thế bởi Kara sau khi Cobi bị loại.

### Buổi chụp hình
- Tập 1: Quý cô sang trọng theo nhóm
- Tập 2: Áo tắm trong bể bơi cho Tigerlily
- Tập 3: Ảnh chân dung vẻ đẹp tự nhiên
- Tập 4: Trình diễn thời trang trên sàn diễn
- Tập 5: Ảnh trắng đen trên đường phố cho Ford Fiesta
- Tập 6: Avant-garde trên giàn giáo
- Tập 7: Tạo dáng với mẹ của mình
- Tập 8: Đồ bó đen bên trong hộp đèn; Thời trang Mary Poppins trên không
- Tập 9: Quyến rũ trên giường trong quần lót nam với người mẫu nam
- Tập 10: Cao cấp và quyến rũ tại biệt thự Hollywood Hills